# Хутраєва Мізаліфа Магомед-кизи
Мізаліфа Магомед-кизи Хутраєва (азерб. Müzalifə Məhəmməd qızı Xutrayeva; 10 березня 1920, Закатальська губернія — ?) — радянський азербайджанський тютюнник, Герой Соціалістичної Праці (1949).

## Біографія
Народилася 10 березня 1920 року в селі Каравелі Закатальскої губернії Азербайджанської Демократичної Республіки (нині село в Балакенському районі).
У 1948-1972 роках — ланкова, доярка колгоспу імені Мір-Башира Касумова. У 1948 році отримала урожай тютюну сорту «Трапезонд» 25,2 центнерів з гектара на площі 3 га.
Указом Президії Верховної Ради СРСР від 1 липня 1949 року за отримання в 1948 році високих урожаїв тютюну Хутраєвій Мізаліфі Магомед кизи присвоєно звання Героя Соціалістичної Праці з врученням ордена Леніна і золотої медалі «Серп і Молот».
З 1975 року — пенсіонер союзного значення, з 2002 року — президентський пенсіонер.